# Kloster Sanctus Stephanus de Graecia
Das Kloster Sanctus Stephanus de Graecia (San Stefano) ist eine ehemalige Zisterzienserabtei bei Istanbul in der heutigen Türkei. Seine Lage wird mit 5 km oder tria milliaria von der Stadt angegeben.

## Geschichte
Das Kloster wurde nach der im Wesentlichen von der Republik Venedig getragenen Eroberung von Konstantinopel im Vierten Kreuzzug, die zur Errichtung des Lateinischen Kaiserreichs im Jahr 1204 führte, von einem von Abt Lorenzo des erst zwei Jahre zuvor als Abtei errichteten Zisterzienserklosters Kloster San Tommaso dei Borgognoni (Torcello) entsandten Konvent besiedelt und gehörte damit der Filiation der Primarabtei Morimond an. Es dürfte bis zum Ende des Lateinischen Kaiserreichs im Jahr 1261 bestanden haben.

## Anlage und Bauten
Über die Klosteranlage ist nichts bekannt.